# Compsothespis marginipennis
Compsothespis marginipennis är en bönsyrseart som beskrevs av Werner 1917. Compsothespis marginipennis ingår i släktet Compsothespis och familjen Amorphoscelidae. Inga underarter finns listade i Catalogue of Life.